# Hirofumi Uzawa

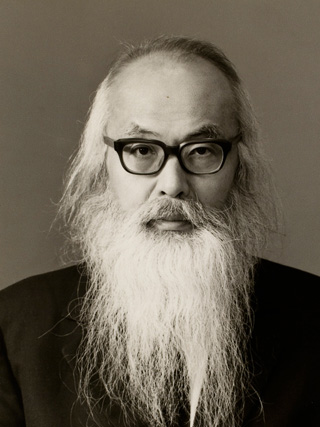
Hirofumi Uzawa

Hirofumi Uzawa (japanisch 宇沢 弘文, Uzawa Hirofumi, * 21. Juli 1928 in der Präfektur Tottori; † 18. September 2014 in Tokio) war ein japanischer Wirtschaftswissenschaftler und Hochschullehrer.

## Werdegang, Forschung und Lehre
Uzawa studierte zunächst Mathematik an der Universität Tokio, ehe er nach dem Ende des Zweiten Weltkrieges mit marxistischer Wirtschaftstheorie in Berührung kam und seine Ambitionen hinsichtlich der Mathematik zugunsten der Auseinandersetzung mit der Ökonomie aufgab. Über einen Mitspieler in der Rugbymannschaft der Universität kam er Anfang der 1950er Jahre in die Forschungsgruppe des Ökonomen Hiroshi Furuya. Dieser hatte mit der Stanford University regelmäßige Gastprofessuren aus den Vereinigten Staaten vereinbart und durch Hendrik Houthakker erhielt Uzawa Einblicke in die Arbeiten von Kenneth Arrow und Leonid Hurwicz. Nachdem er Arrow einen Artikel geschickt hatte, der Ansätze zu einer Erweiterung ihrer Theorie zum Operations Research aufwies, erhielt er eine Einladung in die USA.
Von 1956 an war Uzawa an der Stanford University tätig. Am Center for Advanced Study in the Behavioral Science war er zunächst wissenschaftlicher Mitarbeiter, ehe er im Laufe seiner Ausbildung zum Assistant Professor und Associate Professor aufstieg. Beeinflusst von seiner ursprünglichen marxistischen Lektüre und den wirtschaftswissenschaftlichen Erkenntnissen Thorstein Veblens und Milton Keynes entwickelte er in dieser Zeit ein Zwei-Sektoren-Modell zur Beschreibung des Wirtschaftswachstums. Später holte ihn Lloyd Metzler als ordentlichen Professor an die University of Chicago. 1966 wurde er in die American Academy of Arts and Sciences gewählt. 1969 kehrte er als Professor an die Universität Tokio zurück, war aber in den folgenden Jahren als Gastdozent weltweit tätig. Seit 1995 ist er Mitglied der National Academy of Sciences.
Der Schwerpunkt der Arbeit Uzawas lag im Bereich der Volkswirtschaftslehre. Mit seinen Arbeiten trug er zu einer formal-mathematischen Beschreibung wirtschaftlicher Zusammenhänge bei. Er publizierte insbesondere über die neoklassischen Theorie und erweiterte dabei besonders die Arbeiten von Robert M. Solow und dessen Solow-Modell, für das Solow später mit dem Alfred-Nobel-Gedächtnispreis für Wirtschaftswissenschaften ausgezeichnet wurde. Später dehnte er sein Forschungsgebiet auf Humankapital und soziales Kapital aus, wobei er seinen Schwerpunkt auf die Bereitstellung von Bildung und ärztlicher Versorgung legte.
Uzawa gehörte zu den wissenschaftlichen Beratern des Papstes Johannes Paul II. in der Vorbereitung zu dessen Enzyklika Centesimus Annus, die 1991 als Reminiszenz zum hundertjährigen Jubiläum der Enzyklika Rerum Novarum die Bedeutung der Sozialpolitik unterstrich und eine Neuausrichtung der katholischen Soziallehre angesichts der aktuellen Ereignisse nach dem Zusammenbruch der totalitären planwirtschaftlichen Systeme in Mittel- und Osteuropa erklärte.
1983 wurde Uzawa als Person mit besonderen kulturellen Verdiensten geehrt, 1997 wurde er mit dem Kulturorden ausgezeichnet.

## Werke
Die folgende Auflistung gibt von ihm in englischer Sprache veröffentlichte Bücher wieder, zudem hat er zahlreiche japanische Bücher sowie Zeitschriftenartikel und Arbeitspapiere verfasst.
- Studies in Linear and Non-linear Programming mit Ken Arrow und Leonid Hurwicz (1958)
- Readings in the Modern Theory of Economic Growth (1968)
- Preference, Production, and Capital: Selected Papers of Hirofumi Uzawa (1988)
- Optimality, Equilibrium, and Growth: Selected Papers of Hirofumi Uzawa (1988)
- Economic Theory and Global Warming (2003)
- Economic Analysis of Social Common Capital (2005)